# Leptosia marginea
Leptosia marginea är en fjärilsart som först beskrevs av Paul Mabille 1890.  Leptosia marginea ingår i släktet Leptosia och familjen vitfjärilar. Inga underarter finns listade i Catalogue of Life.